# Munkácsi István
Munkácsi István (Belgrád, 1937. július 26. – 2010. június 17. előtt) magyar 400 méteres gátfutó.

## Sportpályafutása
A sokszoros válogatott versenyző sikereit az MPSC színeiben érte el. 1959 és 1961 között megszakítás nélkül háromszor nyerte meg a versenyszám országos bajnokságát. Legjobb eredménye 52,9 mp volt.

## Emlékezete
A Rákospalotai temetőben nyugszik.